# 雅罗斯拉娃·巴耶罗娃
雅罗斯拉娃·巴耶罗娃（捷克語：Jaroslava Bajerová，1910年4月1日—1995年8月23日），捷克斯洛伐克女子体操运动员。她曾代表捷克斯洛伐克参加1936年夏季奥林匹克运动会体操比赛，获得女子团体全能银牌。